# Jezioro ałasowe
Jezioro ałasowe, jezioro termokrasowe – rodzaj jeziora, płytki zbiornik wodny powstały w ałasie, występujący na terenach wieloletniej zmarzliny; kształt podłużny, zgodnie z przeważającym kierunkiem wiania wiatrów, spowodowany podcinaniem brzegów przez fale wzbudzane wiatrem. Jeziora ałasowe występują zazwyczaj w dużych zespołach.
Jeziora te występują w północnej Azji i Ameryce Północnej.